# Kościół Santissima Annunziata dei Catalani
Kościół Santissima Annunziata dei Catalani – kościół z XII wieku, znajdujący się w pobliżu portu w Mesynie.
Zbudowany na ruinach starożytnej świątyni Neptuna, następnie w czasach emiratu Sycylii przekształcony w meczet, a w epoce Normanów, między 1150 a 1200 rokiem, przebudowany w stylu arabsko-normańskim. Odrestaurowany w okresie aragońskim, został podniesiony do rangi kaplicy królewskiej. Pod koniec XV wieku stał się kościołem mieszkających w Mesynie Katalończyków (stąd jego obecna nazwa). Po trzęsieniu ziemi w 1783 r., został podniesiony do rangi parafii.
Kolejne trzęsienie ziemi z 28 grudnia 1908 r. zniszczyło barokowe nadbudowy kościoła i odsłoniło jego pierwotną strukturę. Od 1926 do 1932 r. był poddany konserwacji przez Francesco Valenti. Drewniany krucyfiks umieszczony na ołtarzu głównym pochodzi z XV–XVI wieku. Z XVII wieku pochodzi obraz ołtarzowy, którego autorem był Giovanni Tommaso Montella, przedstawiający Niepokalane Poczęcie.

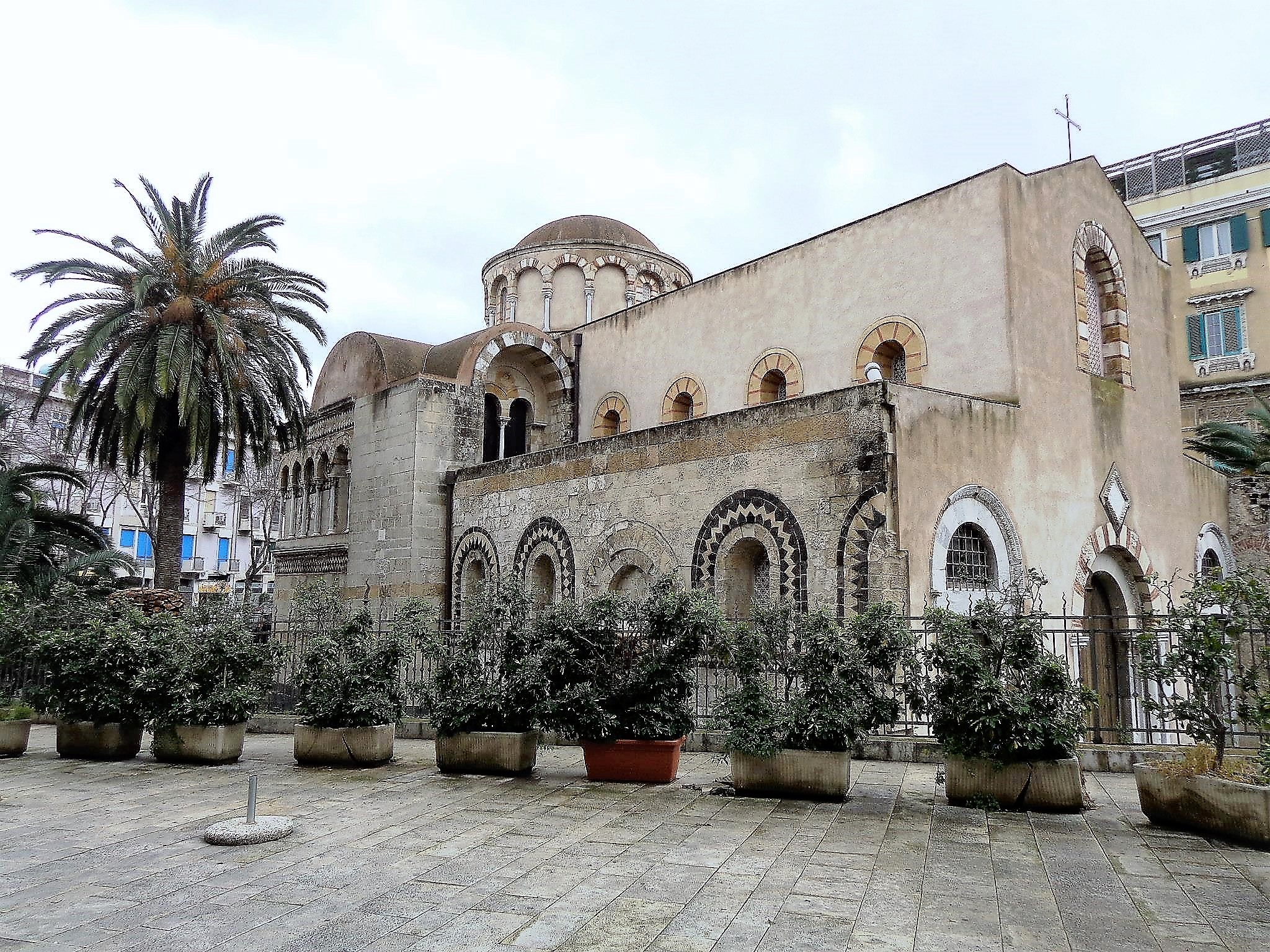
Widok fasady kościoła
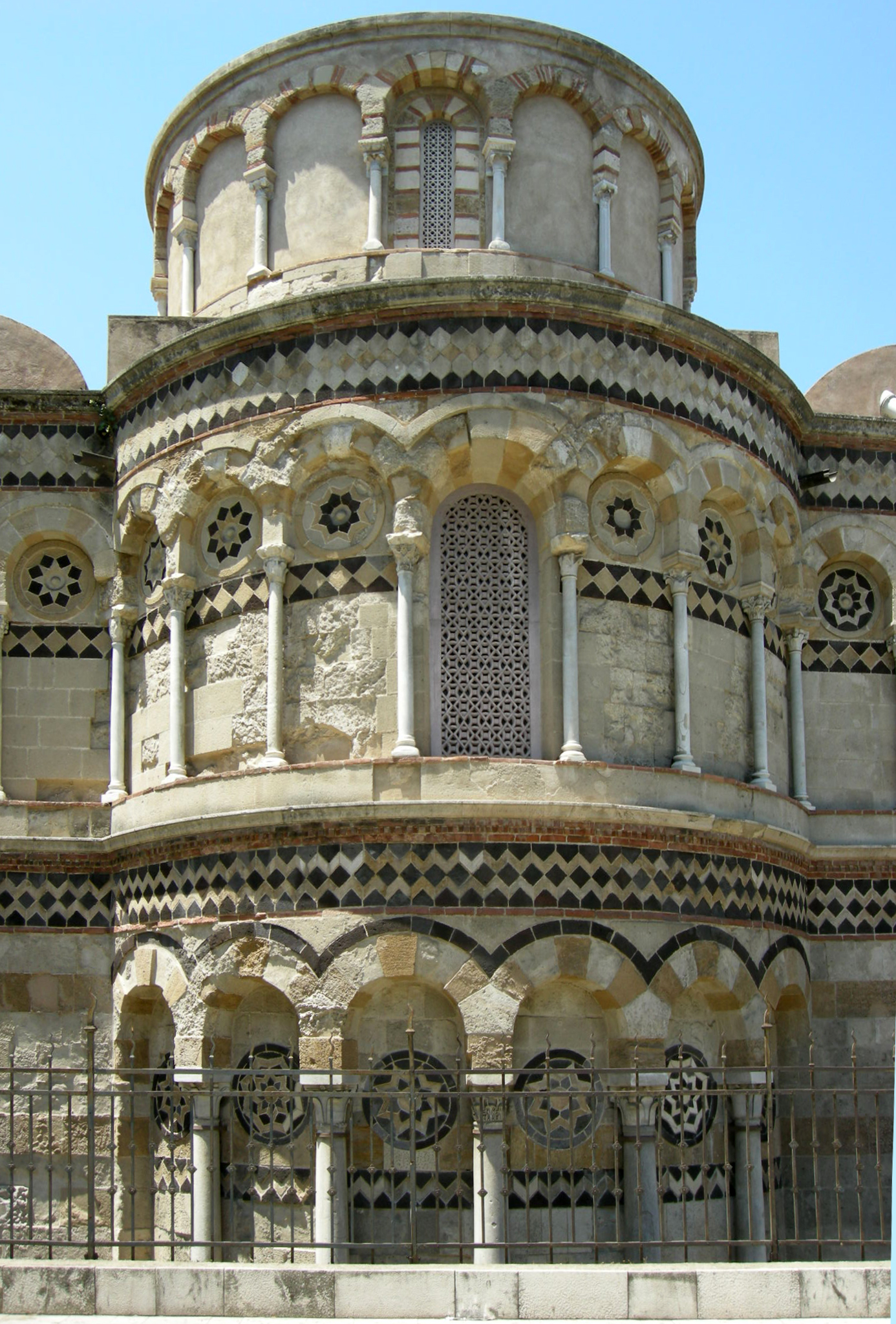
Absyda
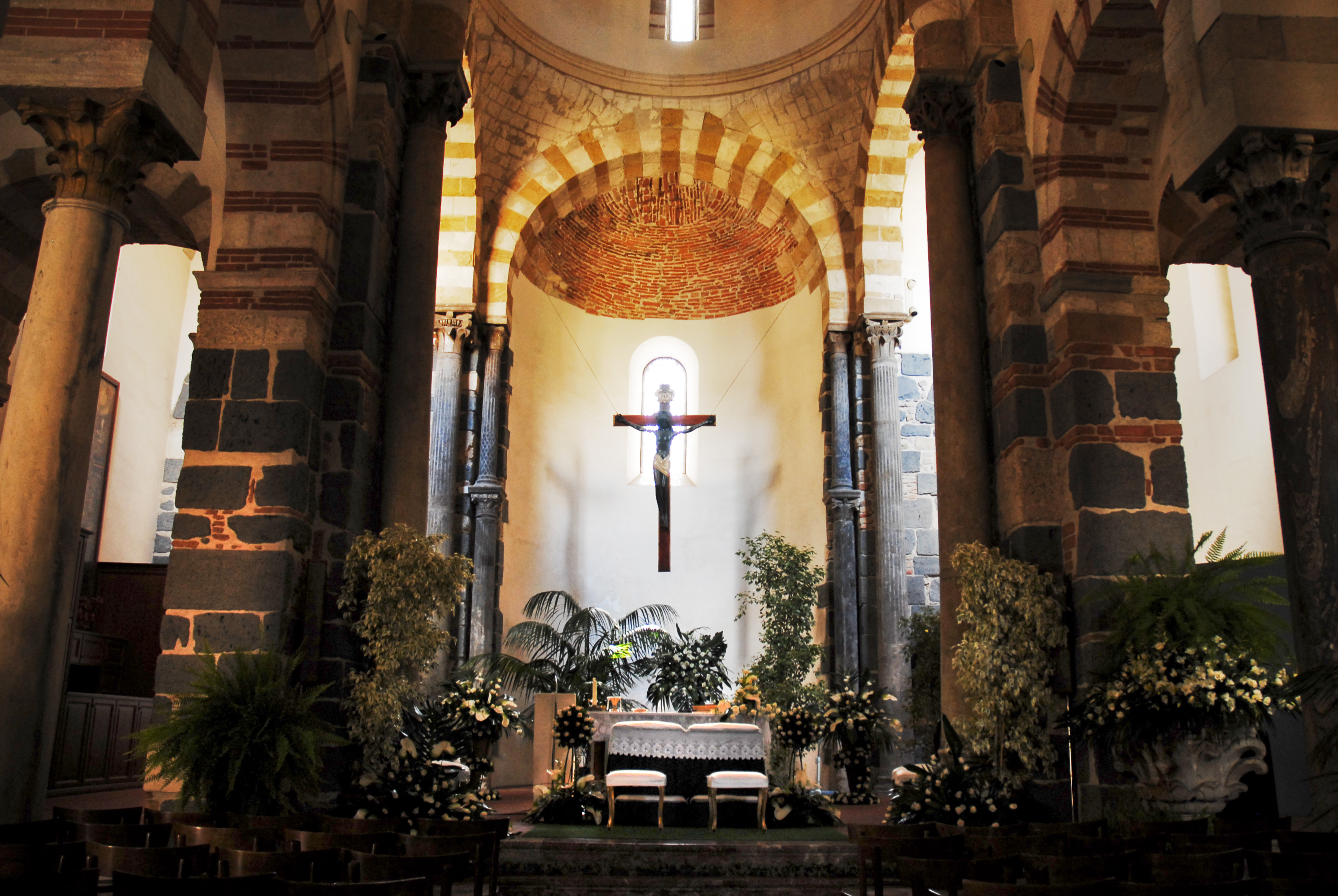
Ołtarz główny
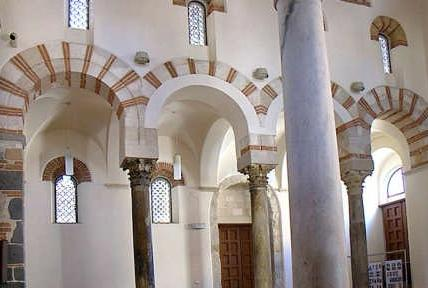
Wnętrze kościoła